# Plesioaxymyia vespertina
Plesioaxymyia vespertina (лат.) — реликтовый вид комаров из семейства Axymyiidae. Эндемик США (штаты Аляска и Вашингтон). До 2025 года был единственным представителем рода Plesioaxymyia, когда был описан европейский вид Plesioaxymyia imprevista.

## Описание
Мелкие длинноусые двукрылые (длина около 4 мм) тёмно-коричневого цвета, которые внешне напоминают комаров-толстоножек ( Bibionidae ), отличаясь особенностями жилкования крыльев. Ротовые органы хорошо развиты (у других представителей семейства Axymyiidae  они редуцированы). Жгутик усика состоит из 14 сегментов, нижнечелюстные щупики 4-члениковые. Ноги короткие, без шпор.

## Систематика и этимология
Реликтовый род Plesioaxymyia является сестринским ко всем остальным родам семейства, включая ископаемые группы из юрского периода (†Juraxymyia, †Psocites, †Sinaxymyia).
Новый вид был впервые описан в 2013 году канадским энтомологом Бредли Синклером (Bradley J. Sinclair; Canadian National Collection of Insects and Ottawa Plant Laboratory — Entomology, Оттава, Канада) по двум экземплярам: первый был собран более 50 лет назад на Аляске (Isabel Pass, 1962 год; и всё это время пролежал в Канадской Национальной коллекции насекомых в Оттаве), а второй относительно недавно (2012 год) в Каскадных горах в Национальном парке Маунт-Рейнир (Narada Falls to Reflection Lk; N46°46' W121°44', 1400 м, Mt. Rainier National Park, штат Вашингтон, запад США). Родовое название (лат. Plesioaxymyia) происходит от сочетания двух слов: др.-греч. πλησιος — близкий, схожий и имени типового рода семейства лат. Axymyia. Видовое имя  vespertina дано по области распространения (лат. vespertinus — западный).